# Pleostigma fibrincolum
Pleostigma fibrincolum är en svampart som först beskrevs av Peyronel, och fick sitt nu gällande namn av Wilhelm Kirschstein 1939. Pleostigma fibrincolum ingår i släktet Pleostigma, ordningen Dothideales, klassen Dothideomycetes, divisionen sporsäcksvampar och riket svampar.   Inga underarter finns listade i Catalogue of Life.